# Ernstalbrecht Stiebler
Ernstalbrecht Stiebler (* 29. März 1934 in Berlin; † 7. Juni 2024 ebenda) war ein deutscher Komponist und Musikjournalist.

## Leben und Wirken
Stiebler studierte Komposition und Piano an  der Musikhochschule Hamburg. 1959 und 1960, während der Darmstädter Ferienkurse für Neue Musik, erhielt er zahlreiche Anregungen von Karlheinz Stockhausen. Von 1969 bis 1995 war er beim Hessischen Rundfunk als Redakteur für Neue Musik beschäftigt, wobei er auch die Sendung Studio für Neue Musik moderierte. 1989 gründete Stiebler die Konzertreihe Forum Neue Musik beim Hessischen Rundfunk. Zwischen 1983 und 1991 war er zudem als Herausgeber der MusikTexte – Zeitschrift für Neue Musik tätig. Zwischen 1997 und 1999 war Stiebler Präsident der Gesellschaft für Neue Musik.
Stieblers kompositorische Werke zeichnen sich vor allem durch minimalistische Verknappungen aus, wodurch die Klangräume, die sich um einzelne Töne herum eröffnen und ineinandergreifen, besonders betont werden. Er schrieb im Wesentlichen für kammermusikalische Besetzungen.
Stiebler erhielt 1966 das Förderstipendium des Bach-Preises Hamburg. 1991 nahm er am Kompositionsseminar Stille Musik im Künstlerhaus Boswil teil und erhielt eine Auszeichnung. Zwei seiner Produktionen für den Hessischen Rundfunk erhielten einen Sonderpreis des Prix Italia, Piece for Peace von Alvin Curran und Die Blinden von Walter Zimmermann. Seit 2012 war er Mitglied der Akademie der Künste Berlin. Stiebler lebte mit seiner Frau Ursula Stiebler seit 2016 wieder in Berlin.